# Robert Edward Laycock
Sir Robert Edward Laycock, britanski general, * 1907, † 1968.